# Louis Rémy
Pour les articles homonymes, voir Rémy (homonymie).
Louis Rémy (né à Bruxelles le 14 juillet 1916, mort à Bruxelles en 1992) est un aviateur militaire belge.

## Carrière
En mai 1940, l’école belge de pilotage, où était Louis Rémy, est évacuée vers le Maroc à Oujda. À l’armistice franco-allemand, certains pilotes joignent l’Angleterre, tandis que d’autres, dont Louis Rémy, rentrent en Belgique. Ils sont faits prisonniers. Louis Rémy tente alors une série d’évasions et finit par réussir à  s'évader depuis l'hôpital de la forteresse de Colditz et à rejoindre l'Angleterre, où il sera affecté au Bomber Command comme pilote de Lancaster.
Il se verra attribuer la DFC (Distinguished Flying Cross) pour sa conduite lors de missions de combat.
Après la guerre il continuera sa carrière dans la Force Aérienne Belge et deviendra aide de camp du Roi et Général de Brigade.

## Sources
- Mike Donnet, Les aviateurs belges dans la Royal Air Force, Bruxelles, Racine, 2006, 335 p. (ISBN 2-87386-472-9, lire en ligne), p. 132
- Charles Terlinden, Histoire militaire des Belges, vol. 2, p. 505, Histoire militaire des Belges, éd. La Renaissance du livre, 1966